# 麻田信号場
麻田信号場（マジョンしんごうじょう）は、大韓民国京畿道楊州市にある韓国鉄道公社（KORAIL）京元線の信号場である。付近にある大韓民国陸軍の部隊基地へ続く引込線の分岐点となっている。
元々停車場として扱われない道中分岐だったが、2006年12月15日の佳陵駅 - 東豆川駅間複線化の結果、配線が複雑になり信号場に格上げされた。

## 構造
- ホームは無く、本線の西側に側線が2本ある。一番西側の側線が部隊基地に連絡する。以下の配線図を参照。

## 隣の駅
韓国鉄道公社
京元線
楊州駅 - 麻田信号場 - 徳渓駅